# Pogórze Środkowobeskidzkie
Pogórze Środkowobeskidzkie (513.6) – makroregion w południowo-wschodniej Polsce, w Zewnętrznych Karpatach Zachodnich. Razem z Pogórzem Zachodniobeskidzkim tworzy Pogórze Karpackie. Graniczy od wschodu i południa z Beskidem Lesistym, a od zachodu z Beskidem Sądeckim. Zaliczają się do niego:
- Pogórze Rożnowskie
- Pogórze Ciężkowickie
- Pogórze Strzyżowskie
- Pogórze Dynowskie
- Pogórze Przemyskie
- Obniżenie Gorlickie
- Kotlina Jasielsko-Krośnieńska
- Pogórze Jasielskie
- Pogórze Bukowskie.

## Etnografia Pogórza
Na zachodzie Lachy sądeckie, w centralnej części Pogórzanie (Głuchoniemcy), Mazury (= Grębowiacy, Lesowiacy, czyli Borowcy) na południowym wschodzie Zamieszańcy, Łemkowie i Dolinianie
Ludność polska posługiwała się dialektem małopolskim, ludność rusińska gwarami nadsańskimi języka ukraińskiego.